# لي وارن
لي وارن (بالإنجليزية: Leigh Warren)‏ هو مصمم رقص أسترالي، ولد في 1952.